# Grote Prijs Jean-Pierre Monseré 2023
De 12 editie van de wielerwedstrijd Grote Prijs Jean-Pierre Monseré werd gehouden op 5 maart 2023. De start was in Ichtegem en de finish in Roeselare. De wedstrijd maakte deel uit van de UCI Europe Tour 2023, in de categorie 1.1. In 2022 won de Belg Arnaud De Lie. Deze editie werd gewonnen door de Belg Gerben Thijssen.

## Verloop
In het begin van de wedstrijd was er een grote val waardoor het peloton in twee stukken brak, niet veel later smolten zij weer samen. De eerste aanval van de dag kwam van Jelle Wallays. Gevolgd door een aanval van Emil Toudal en Bram Dissel maar ook zij werden opnieuw gegrepen. Er volgde nadien meerdere aanvallen vanuit het peloton en de vlucht bestond uit Ryan Christensen, Carlos Canal, Nickolas Zukowsky, Rick Pluimers, Wouter van de Weerdhof, Huub Artz, Thibau Verhofstadt, Toudal en Zak Coleman.
De vluchters werden gegrepen op 25 kilometer van de streep. Op 15 kilometer van de streep probeerden Jaap Roelen en Jesse Kramer nog aan te vallen maar zij werden al snel weer gegrepen. In de massasprint won Gerben Thijssen voor Caleb Ewan en Sam Welsford.

## Uitslag
| Grote Prijs Jean-Pierre Monseré 2023 |                  |                          |          |
| Plaats                               | Naam             | Ploeg                    | Tijd     |
| Winnaar                              | Gerben Thijssen  | Intermarché-Circus-Wanty | 4u35'25" |
| 2                                    | Caleb Ewan       | Lotto-Dstny              | z.t.     |
| 3                                    | Sam Welsford     | Team DSM                 | z.t.     |
| 4                                    | Hugo Hofstetter  | Team Arkéa Samsic        | z.t.     |
| 5                                    | Piet Allegaert   | Cofidis                  | z.t.     |
| 6                                    | Jordi Warlop     | Soudal Quick-Step        | z.t.     |
| 7                                    | Matteo Malucelli | Bingoal WB               | z.t.     |
| 8                                    | Vito Braet       | Team Flanders-Baloise    | z.t.     |
| 9                                    | Itamar Einhorn   | Israel-Premier Tech      | z.t.     |
| 10                                   | Timothy Dupont   | Tarteletto-Isorex        | z.t.     |

2012 · 2013 · 2014 · 2015 · 2016 · 2017 · 2018 · 2019 · 2020 · 2021 · 2022 · 2023 · 2024 · 2025